# هدى ميقاتي
هدى ميقاتي عيتاني (1954) شاعرة لبنانية. ولدت في بيروت. حصلت على إجازة في الأدب العربي من جامعة القديس يوسف فيها. عملت صحفية في مركز الصحافة والإعلام لظافر تميم، وهي عضوة في اتحاد الكتاب اللبنانيين. لها دواوين شعرية ومجموعتان للأطفال، وقد نشرت أدبها في الصحف اللبنانية.

## سيرتها
ولدت هدى ميقاتي عيتاني سنة 1954 م / 1374 هـ في بيروت ونشأت بها. تنتمي إلى عائلة شريفة وهم آل ميقاتي. درست الأدب العربي بكلية الآداب والعلوم الإنسانية بجامعة القديس يوسف وتخرجت منها. دخلت الصحافة، وعملت في مجلة الرسالة الإسلامية ومؤسسة محمد خضر النحاس، ثم في مركز الصحافة والإعلام العائد لظاهر تميم. وانضمت إلى اتحاد الكتاب اللبنانيين.

## مهنتها الأدبية
بدأت تكتب الشعر منذ أوائل الثمانينات القرن العشرين، وقد شاركت في الندوات والصالونات الأدبية اللبنانية وسجلت عدة مقابلات إذاعية. وهي «ترفض شعراء المناسبات، وتصرّ أن تكون هي مناسبة الوطن. تعرف قيمة دورها كشاعرة مدركة أفعالها ومواقفها وحركتها. كتبت الشعر على البحر الطويل بعمر السنوات السبع، ومن دون أن تعلم أنها كتبت الشعر. والدها لم يصحّح لها بل أخبرها أنها شاعرة بالفطرة، فسارت في نهر الشعر حتى اكتشفت بحوره وأمواجه ورمال شواطئه.».

## جوائزها وتكريمها
- كرمتها مهرجان طه حسين بجامعة المنيا، مصر.[1]
- حصلت على جائزة عن أفضل القصائد التي قيلت في «شكر مبادرة خادم الحرمين الشريفين الملك فهد بن عبد العزيز - تقديم المساعدات للبنان»[8]
- كرمتها جمعية فاس سايس المغربية.[8]

## مؤلفاتها
كتب عنها غريد الشيخ ضمن سلسلة «أيام معهم» (5) ونشرها سنة 2005 بعنوان «أيام مع هدى ميقاتي». من دواوينها الشعرية:
- «عباءة الموسلين»، 1985
- «سنابل النيل»، 1989
- «رقصة الروح»
- «إلا حبيبي»، 2000
- «من ناره»، 2003
- «هكذا يغني طائر الأرز»، مختارات من شعرها، 2003
- «تركت عندك كأسي»، 2005

من مجموعاتها الشعرية للأطفال:
- «يللا نعني»، 2007
- «أغانينا»، 2011 (ردمك  9789953518251)